# Sanne van Paassen
Sanne van Paassen (Vlierden, 27 oktober 1988) is een Nederlands voormalig wielrenster en veldrijdster. Haar grootste prestatie is het winnen van het wereldbekerklassement in het seizoen 2010/2011. Daarnaast behaalde ze meerdere podiumplaatsen op Nederlandse en Europese kampioenschappen.

## Biografie
Van Paassen is woonachtig te Vlierden en behaalde haar diploma Bedrijfs- en Consumentenwetenschappen aan de Wageningen Universiteit.
Van Paassen begon in competitieverband met fietsen toen ze 14 jaar was. In 2008 tekende ze haar eerste profcontract bij DSB Bank. Ze won op het einde van dat jaar ook haar eerste grote veldrit, namelijk de Superprestige te Gieten. Begin 2009 werd Van Paassen vierde op het wereldkampioenschap veldrijden te Hoogerheide. Daarmee verwierf zij de A-status van NOC*NSF. Zij finishte op 29 seconden achter de winnares, Marianne Vos.
Het seizoen 2010/2011 betekende de grote doorbraak voor Van Paassen. Door begin oktober de Wereldbeker te Pilsen te winnen, en tijdens de overige manches goed te presteren won ze het eindklassement in de wereldbeker. Ze is na Daphny van den Brand pas de tweede Nederlandse die hierin slaagt. Ook werd ze dat seizoen tweede tijdens het Europees kampioenschap.
Vanaf 1 januari 2012 tekende Van Paassen een contract voor 2 seizoenen bij Rabobank Liv Giant. Naast het veldrijden toonde ze zich ook steeds meer op de weg. Zo werd ze in 2012 vijfde op het nationaal kampioenschap in Kerkrade en in 2013 tweede achter Kirsten Wild tijdens Gent-Wevelgem. Na een zware beenblessure eind 2013 behaalde ze nooit meer het hoogste niveau.
Het seizoen 2013/2014 viel voor Van Paassen helemaal in het water door een zware beenblessure. Vanaf 1 maart 2014 kwam ze uit voor Boels Dolmans. Voor het seizoen 2015/2016 richtte ze haar eigen ploeg op genaamd "Bioteaful". Op 25 januari 2016 maakte ze bekend dat dit haar laatste seizoen als professioneel wielrenster is. Van Paassen werd 7e in haar laatste wedstrijd in Oostmalle op zondag 21 februari 2016.

## Palmares

### Veldrijden
| Seizoen   | Wereldbeker           | Superprestige    | Bpost Trofee | WK  | NK | EK     | Overige                             | Totaal aantal zeges |
| --------- | --------------------- | ---------------- | ------------ | --- | -- | ------ | ----------------------------------- | ------------------- |
| 2006-2007 |                       |                  |              | ND  | 9e | ND     |                                     | 0                   |
| 2007-2008 |                       |                  |              | 15e | 5e | 11e    |                                     | 0                   |
| 2008-2009 |                       | Gieten           |              | 4e  | 4e | 11e    | Heerlen                             | 2                   |
| 2009-2010 |                       |                  |              | 9e  | ↑  | 6e     |                                     | 0                   |
| 2010-2011 | Pilsen eindklassement | Gavere           | Namen        | 6e  | ↑  | Zilver | Neerpelt                            | 5                   |
| 2011-2012 |                       | Zonhoven, Gavere | Oudenaarde   | 4e  | 4e | 6e     | Neerpelt, Kalmthout                 | 5                   |
| 2012-2013 | Tábor                 | Hamme-Zogge      |              | 5e  | ↑  | Zilver | Las Vegas, Lierop, Woerden, Heerlen | 6                   |
| 2013-2014 |                       |                  |              | ND  | ND | ND     |                                     | 0                   |
| 2014-2015 |                       |                  |              | 17e | 4e | 7e     |                                     | 0                   |
| 2015-2016 |                       |                  |              | 10e | 5e |        | Neerpelt                            | 1                   |

### Wegwielrennen
2007
- Ronde van de Kerspelen

2008
- 2e etappe Tour de l'Aude Cycliste Féminin

## Overige
- Sportvrouw van het jaar van Wageningen, 2009
- Op dit moment is Sanne Peak Performance Coach waarbij ze ondernemers en ambitieuze professionals helpt om topprestaties te leveren.
- Zakelijk winnen, zonder privé te verliezen is haar motto.
- Op dit moment is ze coach, spreker, auteur en commentator bij Eurosport.

Antoshina · De Jong · De Vocht · Düster · Ferrand-Prévot · Kitchen · Knetemann · Slappendel · Stultiens · Talen · Van Paassen · Van Vleuten · Vos
Brand · De Jong · De Vocht · Ferrand-Prévot · Guarnier · Knetemann · Neff · Niewiadoma · Slappendel · Stultiens · Talen · Van Paassen · Van Vleuten · Vos
Brand · De Jong · Ferrand-Prévot · Knauer · Knetemann · Niewiadoma · Slappendel · Stultiens · Tenniglo · Van der Breggen · Van Paassen · Van Vleuten · Vos
Armitstead · Daams · De Jong · Ensing · Guarnier · Kasper · Kessler · Majerus · Pawłowska · Trott · Van Dijk · Van Paassen · Van Wanroij · Zijlaard
Armitstead · Blaak · De Jong · Dideriksen · Guarnier · Kasper · Majerus · Pawłowska · Stevens · Van Dijk · Van Paassen